# انریکه د لا مورا
انریکه د لا مورا (Enrique de la Mora y Palomar؛ ۱۶ ژوئن ۱۹۰۷–۹ مه ۱۹۷۸) یک معمار اهل مکزیک بود که ساختمان‌های برجسته دانشگاهی و کلیساهای کاتولیک رومی را طراحی کرد و در آنها سقف‌های هذلولی-پارابولوئید استفاده کرد. به‌طور کلی او همراه با فلیکس کاندلا اسپانیایی به عنوان یکی از مشهورترین اکسپرسیونیست‌های ساختاری در مکزیک در نظر گرفته می‌شود. که تاحدی تصویر شهرهای معاصر مکزیک را شکل داد. د لا مورا با سقف‌های پوسته‌ای سهمی هذلولی که به عنوان سقف‌های زینی نیز شناخته می‌شوند، تلاش کرد تا ساختمان‌هایی از نظر ساختاری کارآمد با زیبایی‌شناسی مدرن ایجاد کند

## زندگی و آثار
د لا مورا در ۱۹ نوامبر ۱۹۰۷ در گوادالاخارا، شهری در غرب مکزیک به دنیا آمد. پدرش مانوئل د لا مورا و دل کاستیو نگرته، مهندس و معمار برجسته‌ای بود.
د لا مورا جوان به دنبال راه پدرش در مدرسه ملی معماری مشغول تحصیل شد و در سال ۱۹۳۳ فارغ‌التحصیل شد. یک سال بعد، او کار خود را با طراحی فروشگاه بزرگ El Puerto de Liverpool در مکزیکو سیتی آغاز کرد.
د لا مورا در طی دو دهه بعد بیش از ۱۰۰ پروژه معماری از جمله ساختمان‌های دانشگاهی و کلیساهای بزرگ را طراحی کرد. طرح‌های ساختمانی او بر بهینه‌سازی سازه‌هایی با منحنی‌های متقارن مانند هذلولی‌ها، سهمی‌ها، طاق‌ها و قوس‌ها متمرکز بود.
برجسته‌ترین کار او Iglesia La Purísima، اولین کلیسای مکزیکی با طراحی معماری مدرن بود. نوآوری ساختاری پشت سقف‌های طاقی سهموی کلیسا، جایزه ملی معماری را در سال ۱۹۴۶ برای او به ارمغان آورد.
از دیگر کارهای مهم او می‌توان به طرح جامع مؤسسه فناوری مونتری، بورس اوراق بهادار مکزیک، و دانشکده فلسفه و ادبیات (Facultad de Filosofía y Letras) در دانشگاه خودمختار ملی مکزیک اشاره کرد که بعدها به عنوان میراث جهانی یونسکو درآمد.
د لا مورا با جایزه ملی معماری در سال ۱۹۴۷ از دیگران ممتاز شد و برخی از آثار او، به ویژه دانشکده فلسفه و ادبیات او در دانشگاه ملی خودمختار مکزیک، دانشگاه سیوداد، از سال ۲۰۰۷ تاکنون بخشی از میراث جهانی یونسکو است.

## آثار برگزیده
- La Purísima (مونتری، ۱۹۳۹)
- طرح جامع مؤسسه فناوری و آموزش عالی مونتری (مونتری، ۱۹۴۵)
- دانشکده فلسفه و ادبیات دانشگاه ملی خودمختار مکزیک، (مکزیکو سیتی، ۱۹۴۷)
- ساختمان ریاست مؤسسه فناوری و آموزش عالی مونتری (مونتری، ۱۹۵۲)
- بورس اوراق بهادار مکزیک (مکزیکو سیتی، ۱۹۵۵)
- Nuestra Senora de Guadalupe (مادرید، ۱۹۶۵)